# میاگینو-کو، سندای
میاگینو-کو (به لاتین: Miyagino-ku) یک منطقهٔ مسکونی در ژاپن است که در سندای واقع شده‌است. میاگینو-کو ۵۸٬۱۹ کیلومتر مربع مساحت و ۱۹۶٬۰۸۶ نفر جمعیت دارد.